# Vitex diversifolia
Espèce
Vitex diversifolia est une espèce de plantes à fleurs de la famille des Lamiaceae et appartenant au genre Vitex. C'est un arbre trouvé dans les îles Andaman.

## Homonyme
- Vitex diversifolia Baker, in D.Oliver & auct. suc. (eds.), Fl. Trop. Afr. 5: 323 (1900), nom. illeg. = synonyme de Vitex madiensis subsp. madiensis.